# Фогельман, Альберто
Альберто Фогельман (исп. Alberto Foguelman; 13 октября 1923, Буэнос-Айрес — 9 декабря 2013, Буэнос-Айрес) — аргентинский шахматист; международный мастер (1963).
Серебряный призёр Чемпионата Аргентины 1959 и 1962 гг.
В составе национальной сборной участник 2-х Олимпиад (1960—1962). Бронзовый призёр олимпиады 1962 года в команде (играл на 2-й резервной доске).
В межзональном турнире в Амстердаме (1964) — 17—19-е места.
Победитель Чемпионата Южной Америки 1966 года (совместно с Х. Болбочаном, Э. Мекингом и О. Панно).

## Спортивные результаты
| Год  | Город   | Соревнование   | + | − | = | Результат | Место |
| ---- | ------- | -------------- | - | - | - | --------- | ----- |
| 1960 | Лейпциг | 14-я Олимпиада | 5 | 4 | 1 | 5½ из 10  |       |
| 1962 | Варна   | 15-я Олимпиада | 4 | 0 | 2 | 5 из 6    |       |

## Изменения рейтинга
| Графики недоступны из-за технических проблем. См. информацию на Фабрикаторе и на mediawiki.org. |